# Геловани, Константин Леванович
Константин Леванович Геловани (8 декабря 1873 — 1932) — князь, российский и грузинский военачальник. Герой Русско-японской войны 1904—1905 гг.,
участник 1-й мировой войны. Генерал Грузинской Демократической Республики.

## Биография
Родился в семье князя Левана Годжаспировича Геловани и Деспины Григорьевны Шервашидзе. Родовое имение — с. Спатогори Кутаисской губернии Российской империи, ныне в составе Грузии.
В 1892 году вступил вольноопределяющимся в Эриванский 13-й лейб-гренадерский Царя Михаила Фёдоровича полк. Окончил Тифлисское пехотное юнкерское училище и был произведен в подпоручики (03.11.1897). До 1904 в том же полку. Во время Русско-японской войны 1904—1905 переведен в 7-й Кубанский пластунский батальон. На Дальнем Востоке за оказанные им блистательные подвиги и мужество получил боевые ордена: орден Святого Станислава III степени с мечами и бантом (1905), орден Святой Анны IV степени (1905).
Произведен в подъесаулы (20.11.1904).
В 1907 году переведен в прежний Эриванский Полк с переименованием в штабс-капитаны.
В 1913 году участвовал в торжествах по случаю трёхсотлетия дома Романовых в Костроме. Был в окружении Императора Николая II..
Во время Первой мировой войны сражался на Северо-Западном фронте. Был участником восьмидневнего боя у д.д. Кржижик-Хруслинский, Пржече, Ольшаны (с 22 по 29 ноября 1914 года). Командовал IV батальоном, был контужен бризантным снарядом, но остался в строю. За оказанные им мужество и героизм, был награждён Орденом Святого Георгия IV степени (1915).

« Орден Св. Великомученика и победоносца Георгия 4-й степени. Подполковнику князю Константину Геловани, за то, что в бою 25 ноября 1914 года у д.д. Баргово и Пржече по убийственным ружейным, и орудийным и пулеметным огнём, атаковал прорвавшего наше расположение противника, опрокинул его и, заняв своими ротами прорыв, отразил все атаки противника и удержал окопы в своих руках.»— «Русский инвалид», № 154 от 14 июля 1915 г.
Удостоен также орденов Орден Святой Анны III степени с мечами и бантом (1915), Орден Святого Владимира III с мечами и бантом (1915), Орден Святой Анны II степени с мечами (1915) и английского ордена Орден За выдающиеся заслуги «D.S.O.».
В 1916 году ему было присвоено воинское звание полковника. Оставался в полку до последних дней его расформирования. В декабре 1916 года полковник князь Геловани назначен командиром вновь сформированного 23-го Гренадёрскаго Манглисскаго полка 2-й Кавказской гренадёрской дивизии при 2-м Кавказском армейском корпусе.
После образования Грузинской Демократической Республики Константин Геловани продолжал службу в армии и прилагал огромные усилия по созданию регулярной грузинской армии, входил в состав военного совета. В 1918—1921 годах командир 4-го легиона (полка) 1-й дивизии грузинской армии.

## Семья

Кнж. Анна (Деспине) Григорьевна Шервашидзе, супруга князя Левана Геловани.

- Отец — князь Геловани, Леван Годжаспирович — подпоручик милиции, участник Русско-турецкой войны 1877—1878 гг.
- Мать — княжна Шервашидзе, Деспине Григорьевна
- Супруга — княгиня Гамрекели, Александра Григорьевна
- Дети — Леван, Елена, Максим Геловани.
- Брат — князь Геловани, Варлаам Леванович — политический и общественный деятель, депутат IV Государственной думы Российской империи.
- Брат — князь Геловани, Платон Леванович — о судьбе практически ничего не известно, расстрелян 10.08.1937. Осуждён по личной санкции И. В. Сталина. На расстрельном списке подписи: «ЗА» Сталин, Молотов, Каганович.[3].

См. также
- Геловани, Арчил Викторович
- Геловани, Варлаам Леванович
- Геловани, Михаил Георгиевич
- Геловани, Виктор Георгиевич

## Воинские звания
- 03.11.1897 — подпоручик — Эриванский 13-й лейб-гренадерский Царя Михаила Фёдоровича полк
- 20.11.1904 — подъесаул — 7-й Кубанский пластунский батальон, 1-й Кубанский пластунский батальон
- 06.07.1907 — штабс-капитан — Эриванский 13-й лейб-гренадерский Царя Михаила Фёдоровича полк
- 11.10.1909 — капитан
- 12.03.1914 — подполковник
- 03.04.1916 — полковник
- 16.02.1919 — генерал Грузинской Демократической Республики

### Награды
- Орден Святого Станислава III степени с мечами и бантом (1905)
- Орден Святой Анны IV степени (1905)
- Медаль «В память 200-летия Полтавской битвы» (1909)
- Медаль «В память 100-летия Отечественной войны 1812 г.» (1912)
- Медаль «В память 300-летия царствования дома Романовых» (1913)
- Орден Святого Георгия IV степени (1915) за бой 25.11.1914 у деревни Баргово и деревни Пржече
- Орден Святой Анны III степени с мечами и бантом (1915)
- Орден Святого Владимира IV с мечами и бантом (1915)
- Орден Святой Анны II степени с мечами (1915)
- Орден «За выдающиеся заслуги» (Великобритания)